# アイワンボルト
アイワンボルトとは、木造住宅の耐震補強工事に使用するために製作された耐震補強金具のワンサイドボルトのことである。

## 特徴
アイワンボルトは従来のワンサイドボルトとは異なり、作業する壁に開けたに穴に差込み、半回転させるだけで抜け止めナットが装着でき外側からの施工に適した抜け止めナットである。

## 名称の由来
産学共同研究（愛知県・名古屋工業大学及び愛知県の民間企業）で開発された当該ボルトを他のワンサイドボルトと識別するために名称をアイワンボルトとした。

## 強度
アイワンボルトを使用した耐震補強工法「アイワン（筋交い工法）」で壁倍率4.5

## 販売価格
アイワンボルト単体での販売予定は検討されていない。

## アイワンボルト誕生の背景

### 「木造住宅の耐震診断と補強方法」と住宅の耐震化促進
国土交通省は、平成7年に発生した阪神・淡路大震災を教訓に、【建築物の耐震改修の促進に関する法律第3条】に基づく「特定建築物の耐震診断及び耐震改修に関する指針」（平成7年建設省告示第2089号）に準ずる「木造住宅の耐震精密診断と補強方法」等（（財）日本建築防災協会が発行）を耐震診断、耐震改修の指針として認定してきた。この、「木造住宅の耐震精密診断と補強方法」等が今般改定され、「木造住宅の耐震診断と補強方法」となり、より住宅の耐震化が重要になったことを受け国土交通省は「木造住宅の耐震診断と補強方法」を最新の住宅の耐震診断、耐震改修の指針とした。これに伴い、一部の自治体では、下記のように様々な形態の助成が行われるようになってきた。
- 住宅の耐震診断費用の助成
- 耐震補強工事助成制度

### 耐震補強工事の現状
しかし、耐震補強工の改修費が高額になることから助成制度がなかなか普及していないのが現状である。

### 国土交通省の取り組み
国土交通省は進まぬ住宅の耐震化をより促進するため、2008年12月に耐震補強のモデル事業を募集した。

#### 住宅・建築物耐震改修モデル事業の骨子
本事業は、住宅・建築物の耐震改修について、施工性・居住性等の面でモデルとなる事業を国土交通省が広公募し、支援することにより、耐震改修の促進、関連投資の活性化を緊急に図ることを目的としています。なお、本事業は、平成20年度第二次補正予算によるものであり、事業決定は予算成立後となります。
【選定方法】
- 国土交通省が地方公共団体、民間等に対して公募。
- 地方公共団体が実施に支障がないか確認し、国土交通省が実施案件を決定。

詳細は 報道発表資料：住宅・建築物耐震改修モデル事業の提案の募集の開始について - 国土交通省 を参照。

#### モデル事業結果発表
平成21年4月現在国土交通省より結果未発表
協力団体：NPO法人ピースウィンズ・ジャパン
関連記事：四国新聞社 /日本木造住宅耐震補強事業者協同組合

### 愛知県の取り組み
東海地震が想定される愛知県では3国立大学（名古屋大学・名古屋工業大学・豊橋技術科学大学）及び建築関係団体などと【愛知建築地震災害軽減システム協議会（減災協）】を設立し、県内外の耐震補強強化事業について耐震補強効果が定量的に確認できるもを評価（木造住宅の耐震改修工法評価）発表し、耐震補強工事の普及に努めている。

#### 木造住宅の耐震改修工法評価
木造住宅の耐震改修工法評価

※認定番号「A-***」は、一般的な耐震補強工法と本協議会が独自に評価した部分開口の構造合板補強工法です。
| 評価番号 | 評価日   | 評価技術名称                                                                                         | 申請者                                   |
| -------- | -------- | --- | ---------------------------------------- |
| A-111    | H28.2.8  | 構造用合板を用いた在来補強工法「標準大壁」                                                           |                                          |
| A-111マ  | H28.2.8  | A-111の入隅仕様「対象壁負け」                                                                        |                                          |
| A-112    | H29.1.25 | 構造用合板補強工法大壁「間柱なし」                                                                   |                                          |
| A-113    | H29.1.25 | 構造用合板補強工法大壁「裏桟なし」                                                                   |                                          |
| A-131    | H28.2.8  | 部分開口構造用合板補強工法 大壁「上下あき」裏桟あり                                                  |                                          |
| A-134    | H28.2.8  | 部分開口構造用合板補強工法 大壁「かさ上げ」                                                          |                                          |
| A-161    | H28.2.8  | 部分開口構造用合板補強工法 大壁「押入」裏桟あり                                                      |                                          |
| A-173    | H29.1.25 | 部分開口構造用合板補強工法大壁「換気扇」                                                             |                                          |
| A-213    | H28.2.8  | 構造用合板を用いた在来補強工法 大壁「裏桟なし」                                                      |                                          |
| A-222    | H28.2.8  | 構造用合板補強工法 大壁「1間横使い」裏桟あり                                                         |                                          |
| A-223    | H28.2.8  | 構造用合板補強工法 大壁「1間横使い」裏桟なし                                                         |                                          |
| A-232    | H29.1.25 | 部分開口構造用合板補強工法大壁「上下あき」間柱なし                                                   |                                          |
| A-233    | H28.2.8  | 部分開口構造用合板補強工法大壁「上下あき」裏桟なし                                                   |                                          |
| A-233カ  | H29.1.25 | A-233の入隅仕様「対象壁勝ち」                                                                        |                                          |
| A-233マ  | H29.1.25 | A-233の入隅仕様「対象壁負け」                                                                        |                                          |
| A-234    | H30.2.6  | 部分開口構造用合板補強工法大壁｢上下あき｣間柱なし薄桟あり                                             |                                          |
| A-242    | H28.2.8  | 部分開口構造用合板補強工法大壁｢1間上下あき｣裏桟あり                                                  |                                          |
| A-263    | H28.2.8  | 部分開口構造用合板補強工法大壁「押入」裏桟なし                                                       |                                          |
| A-273    | H28.2.8  | 部分開口構造用合板補強工法 大壁「換気扇」                                                            |                                          |
| A-274    | H29.1.25 | 構造用合板補強工法大壁「腰壁」裏桟あり                                                               |                                          |
| A-284    | H29.1.25 | 構造用合板補強工法大壁「1間腰壁」裏桟あり                                                            |                                          |
| A-311    | H28.2.8  | 構造用合板を用いた在来補強工法 「標準真壁」                                                          |                                          |
| A-312    | H29.1.25 | 構造用合板補強工法 真壁「間柱なし」                                                                  |                                          |
| A-313    | H29.1.25 | 構造用合板補強工法 真壁「裏桟なし」                                                                  |                                          |
| A-316    | H29.1.25 | 部分開口構造用合板補強工法真壁「裏桟なし」アルミ材下地                                               |                                          |
| A-326    | H28.2.8  | 構造用合板補強工法真壁｢1間 横使い｣ アルミ材下地                                                      |                                          |
| A-334    | H28.2.8  | 部分開口構造用合板補強工法真壁「かさ上げ」                                                           |                                          |
| A-335    | H28.2.8  | 部分開口構造用合板補強工法真壁「上下あき」アルミ材下地                                               |                                          |
| A-355    | H28.2.8  | 部分開口構造用合板補強工法真壁｢長押｣ アルミ材下地                                                    |                                          |
| A-365    | H28.2.8  | 部分開口構造用合板補強工法真壁｢押入｣ アルミ材下地                                                    |                                          |
| A-413    | H29.1.25 | 構造用合板補強工法真壁「裏桟なし」                                                                   |                                          |
| A-422    | H28.2.8  | 構造用合板補強工法真壁「1間横使い」裏桟あり間柱なし                                                  |                                          |
| A-423    | H28.2.8  | 構造用合板補強工法真壁「1間横使い」裏桟なし                                                          |                                          |
| A-426    | H28.2.8  | 構造用合板補強工法真壁「1間横使い」アルミ材下地                                                      |                                          |
| A-433    | H29.1.25 | 部分開口構造用合板補強工法真壁「上下あき」裏桟なし                                                   |                                          |
| A-435    | H28.2.8  | 部分開口構造用合板補強工法真壁「上下あき」                                                           |                                          |
| A-442    | H28.2.8  | 部分開口構造用合板補強工法真壁｢1間上下あき｣裏桟あり                                                  |                                          |
| A-455    | H28.2.8  | 部分開口構造用合板補強工法真壁「長押」アルミ材下地                                                   |                                          |
| A-465    | H28.2.8  | 部分開口構造用合板補強工法真壁「押入」アルミ材下地                                                   |                                          |
| A-811    | H28.2.8  | 土壁評価「標準土壁」                                                                                 |                                          |
| A-812    | H29.1.25 | 土壁評価 土壁「1隅欠け」                                                                             |                                          |
| A-813    | H29.1.25 | 土壁評価 土壁「2隅欠け」                                                                             |                                          |
| A-814    | H29.1.25 | 土壁評価 土壁「4隅欠け」                                                                             |                                          |
| A-821    | H28.2.8  | 部分開口 土壁評価「土壁 上あき」                                                                     |                                          |
| A-822    | H29.1.25 | 部分開口 土壁評価 土壁「上あき 1隅欠け」                                                             |                                          |
| A-831    | H28.2.8  | 部分開口 土壁評価「土壁 上下あき」                                                                   |                                          |
| A-835    | H29.1.25 | 部分開口 土壁評価 土壁「上あき 面材補強」                                                            |                                          |
| A-911    | H28.2.8  | 二ッ割筋かいを用いた在来補強工法                                                                     |                                          |
| W-002.2  | H30.2.6  | ステンブレースシステム「コボット」                                                                   | 株式会社国元商会                         |
| W-004    | H30.2.6  | 耐震ポール工法による木造住宅の外部耐震補強設計法                                                     | 株式会社シーク建築研究所                 |
| W-005.3  | H28.2.8  | ダイライト耐震かべ「かべ大将」                                                                       | 大建工業株式会社                         |
| W-006    | H26.2.12 | 木造軸組壁補強キット「NEWかべつよし」                                                                | エイム株式会社                           |
| W-007    | H30.2.6  | J-耐震開口フレーム                                                                                   | ジェイ建築システム株式会社               |
| W-008    | H30.2.6  | SDU工法SDU-W                                                                                         | イーメタル株式会社                       |
| W-009    | H30.2.6  | パワーガードによる木造住宅耐震改修工法                                                               | 株式会社 サカエ                          |
| W-010    | H30.2.6  | 荒壁パネル                                                                                           | 株式会社 丸浩工業                        |
| W-011b.2 | H26.2.12 | 「Hiダイナミック」制震工法                                                                           | 江戸川木材工業株式会社                   |
| W-012    | H26.2.12 | 透光型壁補強キット「ひかりかべつよし」                                                               | エイム株式会社                           |
| W-013.4  | H27.3.5  | 木造住宅の外付けワンサイドボルトによる耐震補強工法「アイワン」                                       | 日興株式会社                             |
| W-014e.2 | H28.2.8  | 戸建て木造住宅用外付け耐震補強工法 「ウッドピタブレース」（標準タイプ,半間上部タイプ,1間上部タイプ） | 矢作建設工業株式会社                     |
| W-014f.2 | H28.2.8  | 戸建て木造住宅用外付け耐震補強工法「ウッドピタフレーム」（標準タイプ,列柱タイプ）                    | 矢作建設工業株式会社                     |
| W-015b   | H27.3.5  | ニチハ外装下地耐力面材「あんしん」                                                                   | ニチハ株式会社                           |
| W-015c   | H30.2.6  | ニチハ耐震改修面材「あんしん」かべ強化                                                               | ニチハ株式会社                           |
| W-016b   | H28.2.8  | アサンテ耐震システム                                                                                 | 株式会社アサンテ                         |
| W-017a.2 | H27.3.5  | ガーディアン工法「耐震補強壁ガーディアンウォール」                                                   | 株式会社住宅構造研究所                   |
| W-017b.2 | H27.3.5  | ガーディアン工法「制振補強壁ガーディアンフォース」                                                   | 株式会社住宅構造研究所                   |
| W-017c.2 | H27.3.5  | ガーディアン工法「筋かい補強壁ガーディアンシールド」                                                 | 株式会社住宅構造研究所                   |
| W-017d   | H27.3.5  | ガーディアン工法「ガーディアンクール」                                                               | 株式会社住宅構造研究所                   |
| W-018    | H27.3.5  | TRCダンパー制震工法（TRC-10S,TRC-30W）                                                               | 住友理工株式会社                         |
| W-019b   | H27.3.5  | 透光型耐力壁「パンチくん」                                                                           | 旭トステム外装株式会社                   |
| W-020.2  | H27.3.5  | 複合鋼板耐震壁「セーフティーウォール工法」                                                           | 有限会社新技研                           |
| W-022    | H28.2.8  | タイガーグラスロック耐震壁（内壁用）                                                                 | 吉野石膏株式会社                         |
| W-023b   | H30.2.6  | Ｌパワー工法                                                                                         | 株式会社 北栄建設                        |
| W-024a   | H28.2.8  | 外付耐震補強工法 ガンコモンG1                                                                        | 株式会社 F設計                           |
| W-024b   | H28.2.8  | 外付耐震補強工法 ガンコモンG2                                                                        | 株式会社 F設計                           |
| W-025    | H28.2.8  | 木造SRF 壁補強工法                                                                                   | 構造品質保証研究所株式会社               |
| W-026    | H28.2.8  | 「タオレンジャー（収納家具）」用耐震ボード                                                           | 株式会社 I＆C                            |
| W-027    | H25.2.12 | 木造軸組補強工法「ガルコン制震工法」                                                                 | イケヤ工業株式会社                       |
| W-028    | H25.2.12 | アルミニウム合金製 耐震補強枠                                                                        | 一般社団カーテンウォール・防火開口部協会 |
| W-029    | H26.2.12 | 耐震LaZo（ラソ）工法                                                                                 | ＢＸカネシン株式会社                     |
| W-030    | H27.3.5  | TYFO SEH-W-W工法                                                                                     | ファイフ・ジャパン株式会社               |
| W-031    | H27.3.5  | ニスクボード耐震改修工法                                                                             | 日鉄住金鋼板株式会社                     |
| W-032    | H28.2.8  | アラテクト                                                                                           | 株式会社LIXIL                            |
| W-033    | H28.2.8  | 耐震補強フレーム FRAME+（フレームプラス）                                                            | YKKAP株式会社                            |
| W-033b   | H30.2.6  | 耐震補強フレーム FRAME+G2（フレームプラスG2）                                                        | YKKAP株式会社                            |
| J-001    | H25.2.12 | 木造柱脚補強ARS工法を用いた木造仕口の構造方法                                                        | フクビ化学工業株式会社                   |
| J-002.2  | H28.2.8  | 「JBRA（ジャブラ）-1システム」                                                                       | ジェイ建築システム株式会社               |
| J-003    | H29.1.25 | 接合補強システム「コボット」                                                                         | 株式会社国元商会                         |
| J-004    | H29.1.25 | 木造SRF 接合部補強工法                                                                               | 構造品質保証研究所株式会社               |
| K-001    | H28.2.8  | 木造SRF 基礎補強工法                                                                                 | 構造品質保証研究所株式会社               |
| K-002    | H28.2.8  | コンクリート布基礎補強工法「がんこおやじ」                                                           | 株式会社 ジェイビーエス                  |
| F-001.2  | H27.3.5  | 木造建築物用水平構面補強工法 「ウッドピタ水平ブレース」                                              | 矢作建設工業株式会社                     |

更新：平成31年4月

## 特許
(書誌+要約+請求の範囲)　

(19)【発行国】日本国特許庁（ＪＰ）

(12)【公報種別】公開特許公報（Ａ）

(11)【公開番号】特開２００７－２１１４２８（Ｐ２００７－２１１４２８Ａ）

(43)【公開日】平成１９年８月２３日（２００７．８．２３）

(54)【発明の名称】筋かい連結ボルト及び木造家屋の耐震補強工法

(51)【国際特許分類】

特許番号：4542996号

https://www.j-platpat.inpit.go.jp/c1800/PU/JP-2006-030136/AD5BE950C79A23A7162304491EFDBC89D8108FF9BA3B01EF42EDA779974940FF/10/ja